# Érdi minaret
Az érdi minaret vagy Hamza bég minaret a Magyarországon fennmaradt kisszámú oszmán kori minaretek egyike az érdi Ófalu földszintes családi házakkal szegélyezett főutcájának térré kiszélesedő részén.
A feltehetően a 17. században épült, majd a 19. században elpusztult mecsethez tartozó, műemléki védettséget élvező imatorony a hasonló magyarországi építményekhez képest zömökebb, alacsonyabb és dísztelenebb. Az 1960-as évek régészeti feltárásait követően 1970–1971-ben vasbetonból rekonstruálták a minaret körerkélyét, kasát és toronysüvegét. 2020-tól leromlott állapota miatt nem látogatható.

## Története
Érd területén a Duna jobb oldalán végigvonuló 16. századi oszmán erősségek sorában (Ercsi, Pentele, Földvár) Szulejmán szultán parancsára Hamza székesfehérvári bég 1566-ban építtette fel a hagyományban a nevét viselő palánkvárat (szerájt). A legkorábbi ismert adatok szerint a 16. század utolsó évtizedében Hamza bég szeráját mindössze harminchat fegyveres őrizte, és általában is csupán 40-50 fő körül mozgott a legénység létszáma. Korábbi feltételezések szerint ez a létszám már indokolttá tehette, hogy a helyőrség muszlim katonái számára a hűbérúr Hamza bég mecsetet építtessen, így a fennmaradt minaretet a palánkvárral egykorúnak keltezték. Ezt látszott igazolni, hogy az egy évszázaddal később, 1664-ben az erődítésben járt Evlija Cselebi is Hamza bégnek tulajdonította a mecsetet. Ennek ellentmondanak azok az újabb vizsgálati eredmények és elméletek, amelyek szerint a mecset és a minaret csak a 17. században épült, amikor a palánkvár katonai jelentősége – ezzel az itt állomásozó fegyveresek száma – a tizenöt éves háborút (1593–1606) követően megnövekedett.
Egy 1783-as térkép még feltüntette a község főutcáján álló mecsetet, de hogy ez a későbbiekben mikor és hogyan pusztult el, arról csak feltételezések állnak rendelkezésünkre. A legvalószínűbb hipotézis, hogy az 1838. évi nagy árvíz mosta el az mecsetet, amelynek köveit aztán az érdiek széthordták és házaikba építették. Annyi bizonyos, hogy az 1840-es években Varsányi János már csak a megmaradt minaretről számolhatott be.
A régészeti feltárások megkezdésére 1962-ig kellett várni, Fehér Géza irányításával három éven át, 1965-ig folytak az ásatások és vizsgálatok a minaretben és környékén. Ekkor tárták fel az imatoronyhoz csatlakozó, 9,8×9,8 méteres mecset alapfalait is. A minareten ezt követően, 1970–1971 között folytak felújítási és helyreállítási munkálatok. Ferenczy Károly tervei alapján ekkor rekonstruálták vasbetonból a körerkély korábban elpusztult mellvédjét, a kast és a süveget, valamint kiépítették a bejárathoz felvezető betonlépcsőt. 1999-ben került sor a homlokzat konzerválására, 2000-ben pedig a minaret teljes körű felújítására, ekkor fedezték fel az angyalka motívumokat a körerkély alatt[forrás?].

### Idegenforgalmi hasznosítása
Az országos jelentőségű műemlék a magyar állam tulajdona, kezelője Érd Város Önkormányzata, nyitva tartásáról a Szepes Gyula Művelődési Központ gondoskodott. 2020-ig a minaret látogatható volt nyitvatartási idővel, illetve a művelődési központban történő előzetes bejelentkezéssel. Jóllehet, a kopott lépcsők, a világítás hiánya miatt óvatosságra intették a látogatókat, a körerkélyen pedig egyszerre 3-5 főnél több nem tartózkodhatott. 2020 nyarán a minaretet le kellett zárni a látogatók elől a vasbeton lépcső balesetveszélyes állapota miatt. A lépcső (és vele együtt a torony) helyreállítását török részfinanszírozással tervezi a város.

## Építészeti leírása
Az érdi minaret méreteit, szerkezeti megoldásait és díszítését tekintve a legszerényebb fennmaradt magyarországi minaretnek számít, arányait tekintve lényegesen zömökebb és alacsonyabb, mint a többi fennmaradt, karcsúbb, magasabbra törő imatorony.
A minaret a közeli sóskúti kőfejtőből származó mészkőből faragott, hornyolt építőkövekből épült fel. A torony egykoron kocka alakú zsámolyon (oszmán-török szóval kaide) állt, ennek kváderkövei azonban szétszóródtak. Lábazata (kürszü) és oszloptörzse (gövde) körhöz simuló sokszögalaprajzú, de a szokásos tizennégy helyett csupán tizenkét szögű. A lábazat és a torony közötti szerkezeti átmenetet biztosító, 1,1 méter magas, trapéz alakú nyaktag (pabudzs) hajlásszöge 60°-os. Ezzel az érdi a legrövidebb és a legkevésbé meredek vonalvezetésű nyaktag a magyarországi minaretek körében (amazok magassága 2,5 méter, hajlásszögük pedig 75-80°). Ez egyúttal azt is jelenti, hogy a lábazat és az oszloptörzs keresztmetszete között az érdi minaret esetében a legnagyobb a különbség, emellett a korabeli szerkesztési elveknek megfelelően a nyaktag magasságához arányítva maga az oszloptörzs is alacsonyabb, csupán a 8 méteres magasságot éri el, szemben a többi minaret 11,5–16,5 méteres magasságával. További különbség az oszloptörzs szerkezeti kidolgozottságának milyensége. Míg a többi minaret palástjait (a sokszögű alaprajzból felfutó torony oszlopsíkjait) függőleges vájatokkal, kanellúrákkal tagozták, a mindössze 20 centiméteres vastagságú érdi toronyfalat építői nem gyengítették vájolással. A palástok tagozatlanul futnak a főpárkányig, egyedül az oszloptörzs élsarkainak ívesen hegyes kiképzése és a világítórések bontják meg a szerkezeti egyhangúságot.

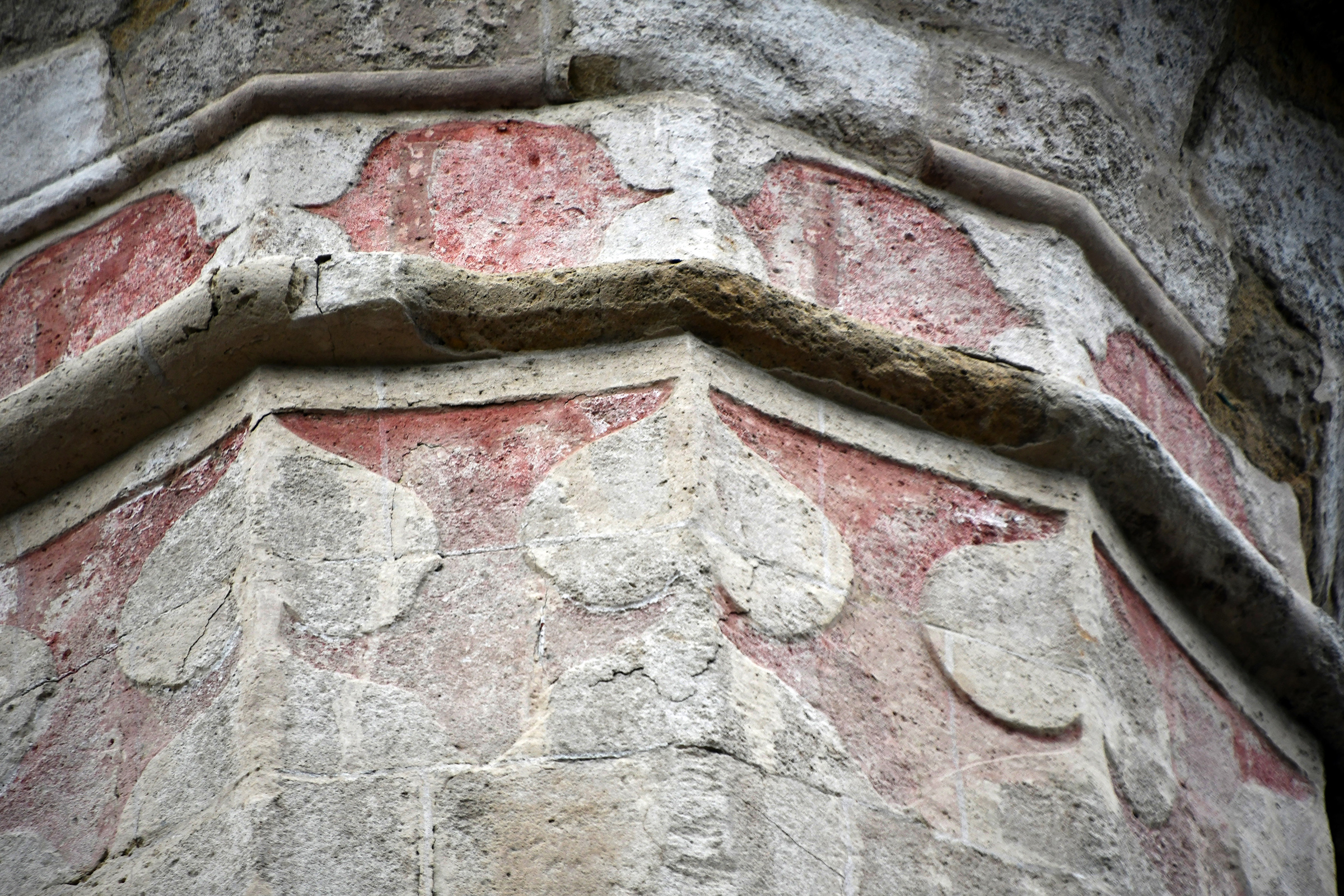
A körerkély párkánya alatti díszítések

A 15 méter magasan elhelyezkedő körerkélyt (serefe) az oszloptörzs felső peremén kialakított, négytagú, konzolos főpárkány támasztja alá. A párkány alatt mélyített, pontyhátú vakívekből álló, gyöngysorszerűen körbefutó motívumsor, az övgyűrű alatt pedig fordított szív alakú vakívekből kialakított, ugyancsak körbefutó arabeszksor látható. Az erkély sokszögű alaprajza a torony (lábazat, nyaktag és oszloptörzs) alaprajzával harmonizálva szintén tizenkét szögű, átmérője pedig megegyezik a lábazat átmérőjével. A körerkélyen álló kas (petek), voltaképpen a torony szerkezeti lezárása, továbbra is sokszögű alaprajzzal, valamint az ajtónyílással, amelyen át a körerkély megközelíthető, továbbá az azon ülő hegyes tetősüveg (tadzs) a félhold alakú süvegdísszel egy villámcsapás következtében elpusztult. Ezeket 1970–1971-ben rekonstruálták vasbetonból az Országos Műemléki Felügyelőség munkatársai, aminek eredményeként az addig 15 méteres csonka minaret magasságát 7 méterrel növelték meg.
A minaret szegmensíves záródású bejáratát a lábazat keleti oldalába, mintegy 2 méteres magasságba vágták. Egykor a mecset karzatáról volt megközelíthető, és faajtóval zárták le. A körerkélyre ötven, ék alakban kiképzett, vaskapcsokkal beépített, habarccsal kötött, mészkő lépcsőfokból kialakított csigalépcsőn jutott fel a müezzin.